# ディモルフォス
ディモルフォス（英語: Dimorphos）またはディモーフォスは、地球近傍小惑星 (NEO) として知られる小惑星 (65803) ディディモス を公転している衛星である。仮符号は S/2003 (65803) 1。直径は約 170 m で、密度が低いラブルパイル天体であると特徴づけられている。2003年にチェコ共和国のオンドジェヨフ天文台での観測で発見され、2022年9月に行われたディディモスの周囲における軌道を変えるために宇宙探査機を故意に衝突させるDouble Asteroid Redirection Test (DART) 計画のターゲットに選定された。また、欧州宇宙機関 (ESA) の探査ミッションHera計画で、2026年に衝突による影響をさらに研究する為の探査が行われる予定である。

## 名称
国際天文学連合 (IAU) の小天体の命名に関するワーキンググループ (WGSBN) によって、2020年6月23日に正式な固有名が命名された。固有名はギリシャ語で「2つの形態を持つ」という意味を持つ言葉 Dimorphos (Δίμορφος) に由来している。この新たな名称が選定されたのは「DARTおよびHera計画のターゲットとして、人類による介入の結果（DARTの衝突）として形態が大幅に変化した宇宙史における最初の天体となる」ことが理由となっている。国際天文学連合による正式な命名の前は、「ディディムーン (Didymoon) 」や「ディディモスB (DidymosB) 」という愛称が公式コミュニティで用いられていた。

## 特徴

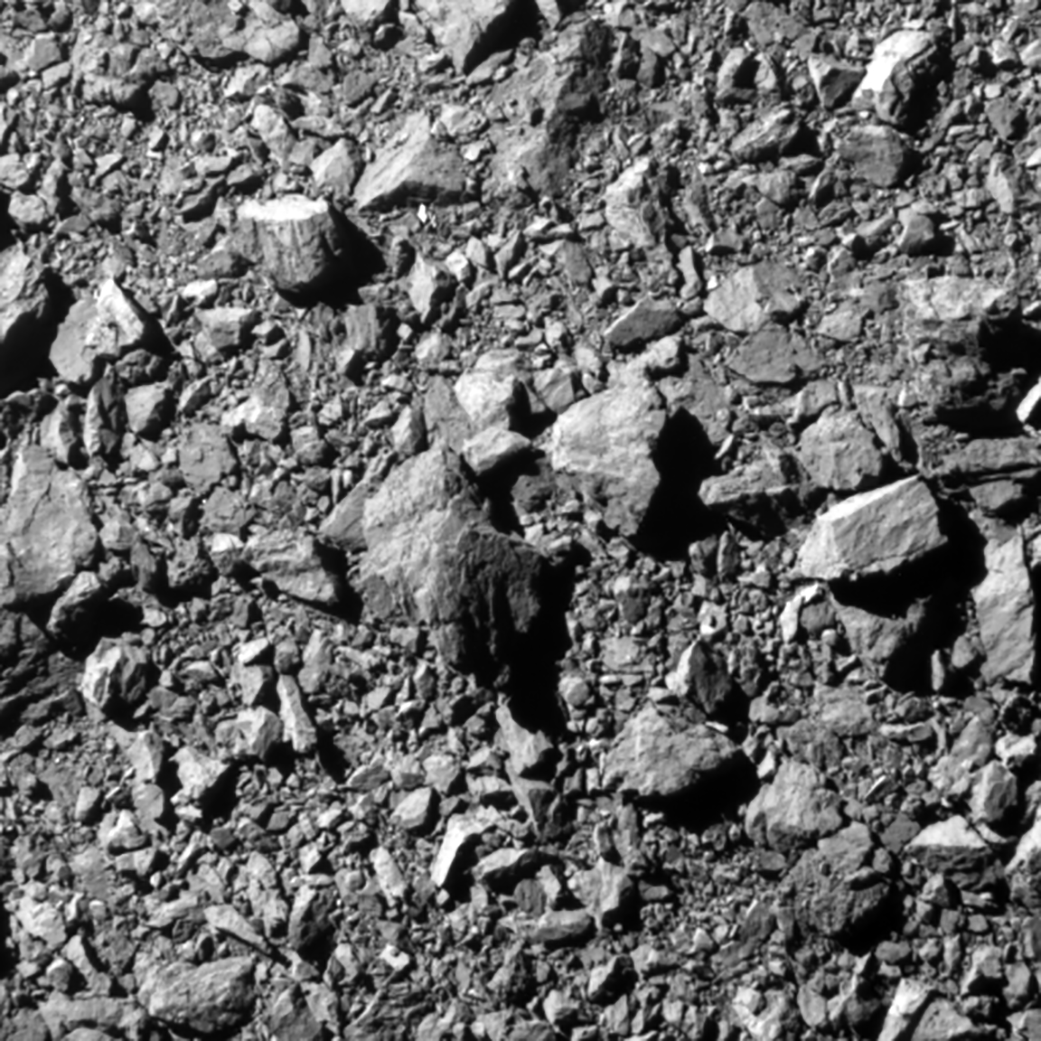
衝突の2秒前にDARTが撮影したディモルフォスの表面の画像

ディモルフォスはディディモスのほぼ赤道上を真円に近い軌道を約11.9時間の公転周期で公転している。自転と公転の同期が起きているため、常に同じ片面をディディモスに向けている。ディモルフォスの軌道は、ディディモスの黄道面に対して逆行する自転方向に合わせて、黄道面に対して逆行軌道を描いている。
DARTによって撮影された最後の数分間の画像から、岩石で覆われた卵状の形状をしていることが明らかになり、ディモルフォスがラブルパイル構造を有していることが明確に示された。主星であるディディモスは、自転による遠心力が自身の形状を維持させる重力を上回ることで天体の形状が保てなくなる自転周期に近い周期で自転しており、ディモルフォスはディディモスの高速の自転によって宇宙空間へ飛散した物質が集まって形成されたとも考えられている。
直径が約 780 m のディディモスに対して、ディモルフォスの直径は約 170 m である。ディモルフォスの質量は知られていないが、5×109 kg 程度と推定されており、ギザの大ピラミッドとほぼ同等の質量と大きさを持っているとみられている。2022年時点で、国際天文学連合によって正式に命名されている最も小さな天体である。

## 地形一覧

### 岩塊
ディモルフォスの岩塊の名は、各国の太鼓に由来する。
| 地名                                  | 由来           |
| ------------------------------------- | -------------- |
| アタバキ岩塊 (Atabaque Saxum)         | アタバキ       |
| バウロン岩塊 (Bodhran Saxum)          | バウロン       |
| カッカヴェッラ岩塊 (Caccavella Saxum) | プティプの別名 |
| ドール岩塊 (Dhol Saxum)               | ドール         |
| プーニウ岩塊 (Pūniu Saxum)            | キルの別名     |

### クレーター
ディモルフォスのクレーターの名は、各国の太鼓、または打楽器に由来する。
| 地名                  | 由来       |
| --------------------- | ---------- |
| バラ (Bala)           | バラフォン |
| ボンゴ (Bongo)        | ボンゴ     |
| マリンバ (Marimba)    | マリンバ   |
| ムソンド (Msondo)     | ムソンド   |
| ナッカーレ (Naqqara)  | ナッカーレ |
| タムボリル (Tamboril) | タムボリル |

## 観測

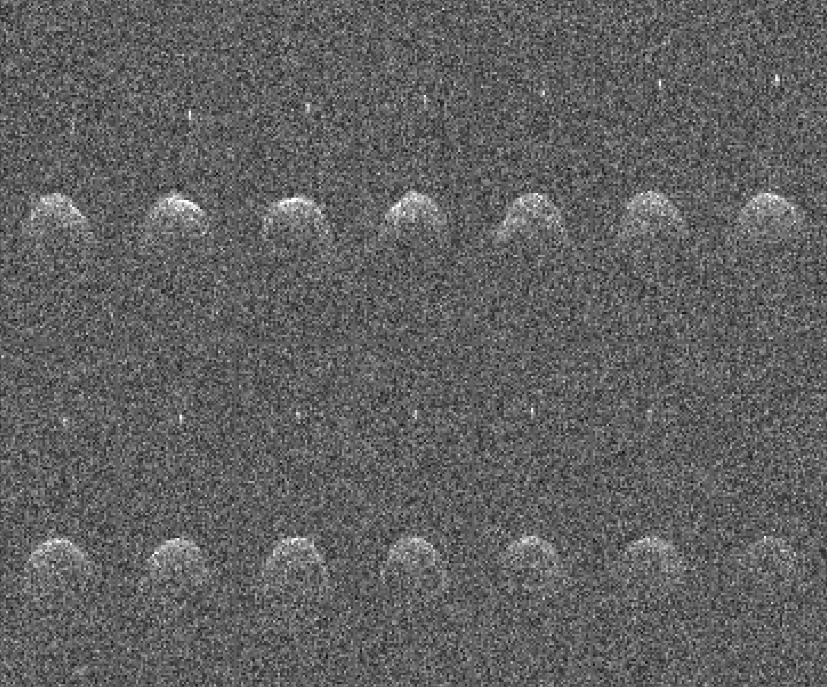
2003年にアレシボ天文台で撮影されたディディモスとディモルフォスのレーダー画像

主星であるディディモスは、1996年にアリゾナ大学などが行っているスペースウォッチ計画での観測から発見された。ディモルフォスは、その約7年後である2003年11月20日に、チェコ共和国のオンドジェヨフ天文台で観測を行っていた天文学者の Petr Pravec とその同僚らによる測光観測から発見された。ディモルフォスは、ディディモスとの食と掩蔽によるディディモスの光度曲線の周期的な落ち込みによって検出された。Pravec はその同僚らと共に、同年11月23日からアレシボ天文台でのレーダー観測を行い、ディモルフォスが実際にディディモスと連星を成していることを確認した。

## 探査

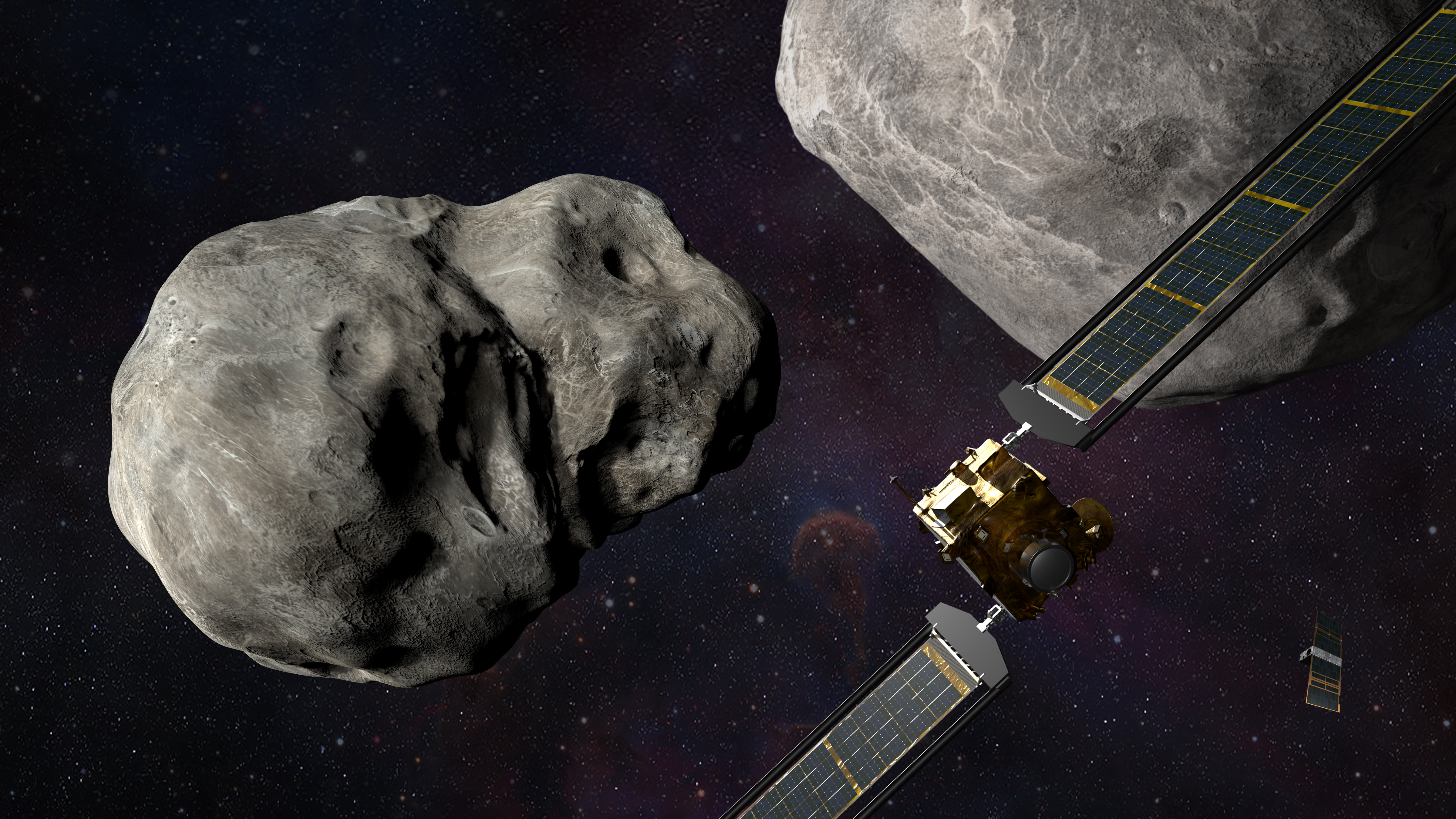
ディディモスとディモルフォスに接近するDARTの想像図

2021年11月24日、アメリカ航空宇宙局 (NASA) はカリフォルニア州にあるヴァンデンバーグ宇宙軍基地の第4発射施設からスペースXのファルコン9ロケットで探査機 Double Asteroid Redirection Test (DART) を打ち上げた。DARTは、危険な小惑星から地球を守るための最初の実験計画であり、探査機を衝突させることでディモルフォスの位置を本来の軌道からわずかに逸らさせる試みが行われた。探査機は2022年9月26日に約 6.6 km/s の速度でディモルフォスに衝突した。DARTの衝突により、ディディモスとディモルフォスは互いに近づくと予想されている。これによりディモルフォスは以前よりもディディモスに近づく速い速度でディディモスを公転するようになり、公転周期を少なくとも73秒短縮することが目標とされていたが、衝突後に行われたレーダー観測から想定を大きく上回る 32 ± 2 分の公転周期の短縮に成功したと同年10月11日に公表した。

### 衝突後の探査
DARTには、イタリア宇宙機関 (ASI) が提供した6Uキューブサット LICIACube が搭載されており、DARTの衝突を外から観測するために衝突の15日前にDARTから分離された。LICIACubeに搭載された2つの光学カメラ、およびハッブル宇宙望遠鏡とジェイムズ・ウェッブ宇宙望遠鏡、および小惑星地球衝突最終警報システム (ATLAS) を含むいくつかの地上からの観測から、DARTの衝突時に発生した埃っぽい噴出物によるフィラメント上のプルームの発生が検出された。ハッブル宇宙望遠鏡とジェイムズ・ウェッブ宇宙望遠鏡が同一の天体を同時に観測するのはこれが初めてのことである。地球に送信されたいくつかの画像からは、ディモルフォスから流れる衝突時の破片の光線が示されている。ハッブル宇宙望遠鏡での観測からは衝突後の増光は3回観測され、衝突から8時間が経過した後でも安定的に発光していた。ハッブル宇宙望遠鏡やジェイムズ・ウェッブ宇宙望遠鏡、探査機ルーシー、そして地上の望遠鏡を用いた天文学者らの観測で、DARTの衝突時に噴出されたプルームが三日月状に拡散するにつれて著しく増光するディディモス系の観測も行われている。
欧州宇宙機関は、DARTの衝突によりディモルフォスに形成された衝突クレーターとディモルフォスのディディモスの周囲における新たな軌道について研究するために、2024年に探査機Heraをディモルフォスへ向けて打ち上げる予定である。